# Rudolf Schwietering
Rudolf Schwietering (* 1. April 1952) ist ein deutscher Volleyballer, der an fünf Paralympischen Sommerspielen teilnahm und dabei drei Goldmedaillen gewann.

## Werdegang
Rudolf Schwietering hat eine Oberschenkelamputation und nahm als Mitglied und Spielführer der Deutschen Standvolleyball-Nationalmannschaft an fünf Paralympischen Sommerspielen teil. Mit seiner Mannschaft wurde er dreimal Olympiasieger und Goldmedaillengewinner.
Das erste Mal geschah dies 1988 bei den Paralympischen Sommerspielen in Seoul im Standvolleyball in der Besetzung Schwietering, Josef Giebel, Rudolf Durrer, Bernd Heinrich, Manfred Kohl, Thomas Kruska, Anton Probst, Siegmund Soike und Karl-Josef Weißenfels. Auch bei den Sommer-Paralympics in Barcelona 1992 war er dabei und gewann erneut eine Goldmedaille im Standvolleyball mit Durrer, Pavo Grzic, Heinrich, Andreas Johann, Stefan Kaiser, Manfred Kohl, Oliver Müller, Bernhard Schmidt, Elmar Sommer und Weißenfels.
1996 bei den Paralympischen Spielen in Atlanta gewann er mit der fast gleichen Mannschaft (statt Durrer und Heinrich spielte Jens Altmann) seine dritte Goldmedaille. Für diesen Erfolg wurden er und die gesamte Mannschaft von Bundespräsident Richard von Weizsäcker mit dem Silbernen Lorbeerblatt ausgezeichnet.